# 植髮

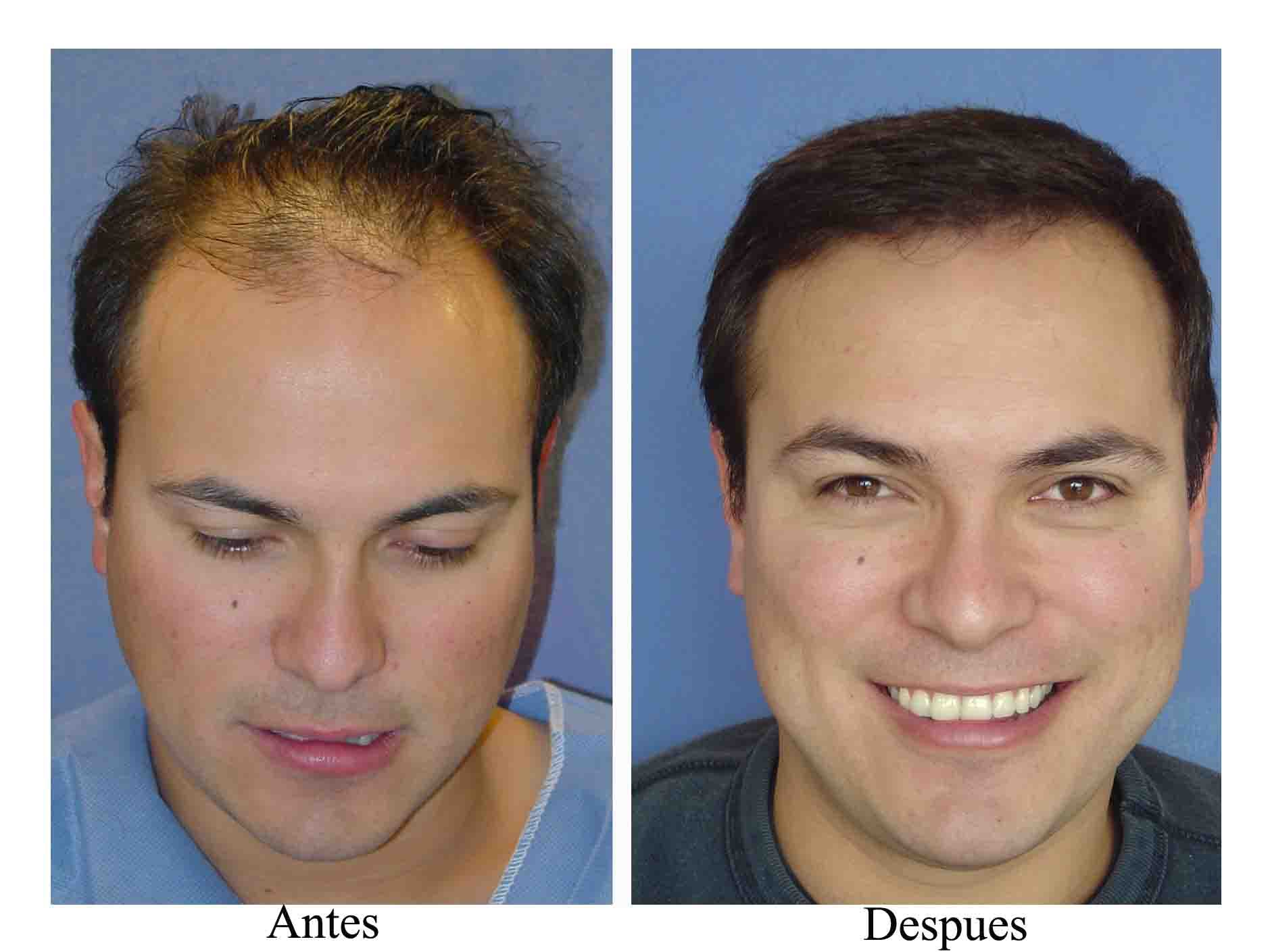
植发前与植发后

植发是指经过测试需要接受頭髮的移植位置适合种植头发后，通过使用特殊的器械将头发的毛囊与周围部分的组织完整地切取下来，使其脱离头皮原来的位置，然后移植到需要种植头发或出現脫髮的位置，讓新髮長出的一系列医学操作。